# Arsenal Football Club (Maseru)
El Arsenal Football Club es un equipo de fútbol de Lesoto que juega en la Tercera División de Lesoto, la tercera liga de fútbol más importante del país.

## Historia
Fue fundado en el año 1983 en la capital Maseru y se ha proclamado campeón de la Primera División de Lesoto en 3 ocasiones y ha ganado la Copa Independencia en otras 3 ocasiones.
A nivel internacional ha participado en 7 torneos internacionales, donde nunca ha pasado de la segunda ronda.
Descendió en la temporada 2005-06 y actualmente juega en la Tercera División de Lesoto. 

## Palmarés
- Primera División de Lesoto: 3

1989, 1991, 1993
- Copa Independencia de Lesoto: 3

1989, 1991, 1998

## Participación en competiciones de la CAF
| Temporada | Torneo                            | Ronda      | Club               | Casa  | Visita | Global  |
| --------- | --------------------------------- | ---------- | ------------------ | ----- | ------ | ------- |
| 1990      | Copa Africana de Clubes Campeones | Preliminar | Denver Sundowns    | 2-0   | 1-0    | 3-0     |
| 1990      | Copa Africana de Clubes Campeones | 1          | Ferroviário Maputo | 2-0   | 0-1    | 2-1     |
| 1990      | Copa Africana de Clubes Campeones | 2          | Nkana Red Devils   | 1-5   | 0-3    | 1-8     |
| 1991      | Recopa Africana                   | 1          | AS Inter Star      | 2-0   | w.o.1  | 2-3     |
| 1992      | Copa Africana de Clubes Campeones | Preliminar | Eleven Arrows      | 1-0   | 3-0    | 4-0     |
| 1992      | Copa Africana de Clubes Campeones | 1          | KCC                | 2-1   | 0-1    | 2-2 (a) |
| 1993      | Recopa Africana                   | Preliminar | Silver Strikers    | 2-0   | 2-1    | 4-1     |
| 1993      | Recopa Africana                   | 1          | Clube de Gaza      | 1-1   | 2-2    | 3-3 (a) |
| 1993      | Recopa Africana                   | 2          | Al-Ahly SC         | 0-1   | 0-1    | 0-2     |
| 1994      | Copa Africana de Clubes Campeones | 1          | Mamelodi Sundowns  | 0-1   | 1-4    | 1-5     |
| 1995      | Copa CAF                          | 1          | Cape Town Spurs    | w.o.2 | w.o.2  | w.o.2   |
| 1995      | Copa CAF                          | 2          | Asante Kotoko      | 2-1   | 0-1    | 2-2 (a) |
| 1999      | Recopa Africana                   | Preliminar | AS Marsouins       | 1-3   | 0-5    | 1-8     |

1- Arsenal Maseru abandonó el torneo.

2- Cape Town Spurs abandonó el torneo.